# Роджър Уолш
Роджър Н. Уолш e професор по философия, антропология и психиатрия в Калифорнийския университет в Ървайн, и в Департамента по психиатрия и психологично поведение в Колежа по медицина (УСА). Уолш е уважаван за неговата гледна точка към психотропните лекарства и изменените се състояния на съзнанието във връзка с духовните аспекти в психиката, и е цитиран многократно в медиите във връзка с психологията, духовността и терапевтичните ефекти на медитацията.
Според работата на д-р Уолш в Калифорнийския университет той участва в шест различни сфери на изследване: 1) психологическо сравнение на различните школи на психологията и психотерапията 2) изучаване на азиатските психологии и философии 3) ефектите от медитацията 4) трансперсонална психология 5) психология на религията и 6) психологията на човешкото оцеляване (изследвайки психологическите причини и следствия на текущата глобална криза).

## Избрана библиография
- Paths Beyond Ego: The Transpersonal Vision.   1993. ISBN 0-87477-678-3.
- Essential Spirituality: The 7 Central Practices to Awaken Heart and Mind.   Wiley, 2000. ISBN 0-471-39216-2.
- Walsh, Roger, Wilber, Ken. A Sociable God: Toward a New Understanding of Religion.   Shambhala, 2005.
- The World of Shamanism: New Views of an Ancient Tradition.   Llewellyn, 2007. ISBN 0-7387-0575-6.
- Meditation, classic and contemporary perspectives.   New York, Aldine, 2008. ISBN 978-0-202-36244-1.